# Kalinówka Kościelna
Kalinówka Kościelna – wieś w Polsce położona w województwie podlaskim, w powiecie monieckim, w gminie Knyszyn.
| SIMC    | Nazwa               | Rodzaj  |
| ------- | ------------------- | ------- |
| 0032052 | Kalinówka Kościelna | kolonia |

## Opis
Początki Kalinówki Kościelnej sięgają końca XIV wieku. Stanowiła ona wówczas własność Radziwiłłów. W późniejszym okresie stała się wsią plebańską probostwa kalinowskiego i wchodziła w skład zespołu wsi noszącego ogólną nazwę Kalinówka.
Wieś duchowna Kalinowka Koscielne położona była w 1795 roku w ziemi bielskiej województwa podlaskiego. Do 1954 roku miejscowość była siedzibą gminy Kalinówka. W latach 1954–1972 wieś należała i była siedzibą władz gromady Kalinówka Kościelna. W latach 1975–1998 miejscowość administracyjnie należała do województwa białostockiego.
W miejscowości znajduje się cmentarz rzymskokatolicki założony w XIX wieku. 

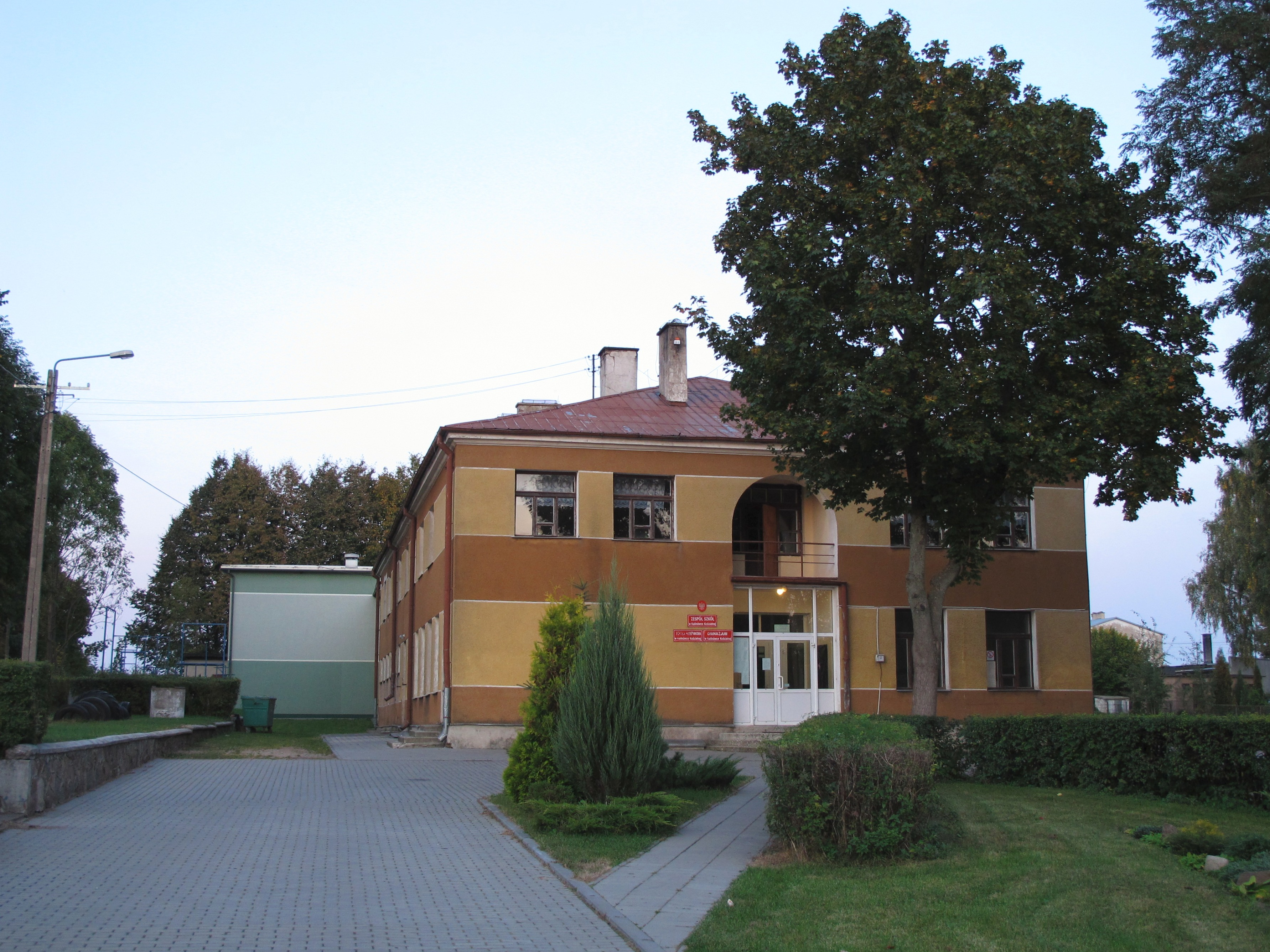
Zespół Szkół w Kalinówce Kościelnej

## Zabytki
- Barokowy drewniany kościół parafialny pod wezwaniem św. Anny z 1774 roku,
- Lamus w Kalinówce Kościelnej z II połowy XVIII w.,
- drewniane oraz murowano-drewniane budynki gospodarcze z początku XIX wieku, w tym lamus, brama i ogrodzenie cmentarza z 1848 roku,
- zabytkowy wiatrak z 1924 roku.

## Pozostałe informacje
Od 1985 roku w Kalinówce gospodarstwo rolne prowadzi były premier oraz minister spraw zagranicznych – Włodzimierz Cimoszewicz.

## Galeria

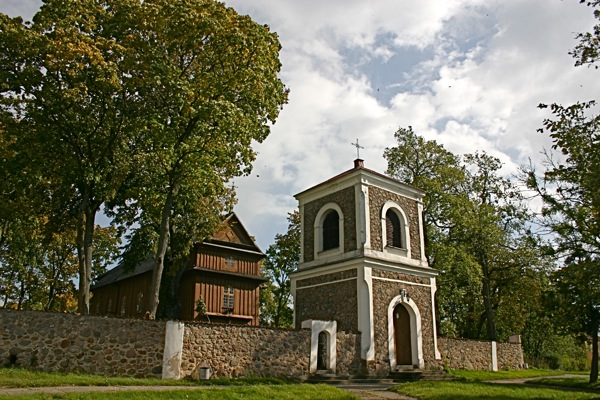
Kościół św. Anny
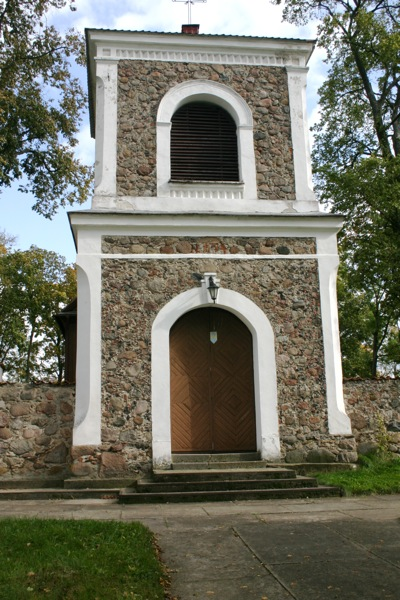
Dzwonnica Kościoła św. Anny
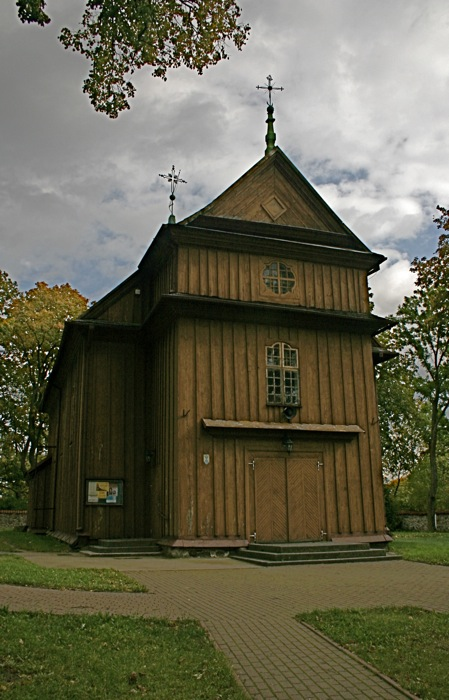
Kościół św. Anny
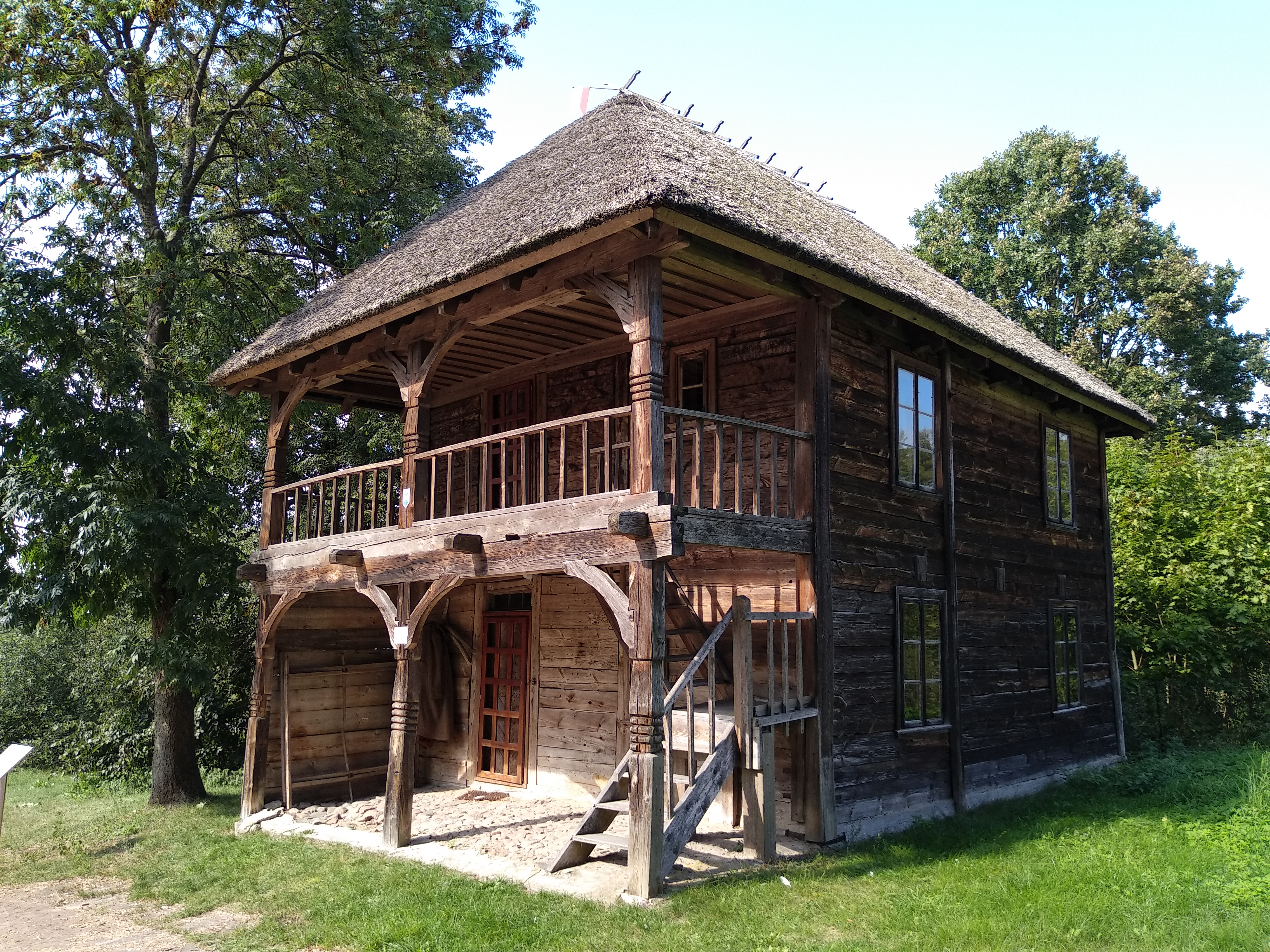
Lamus z II połowy XVIII w.
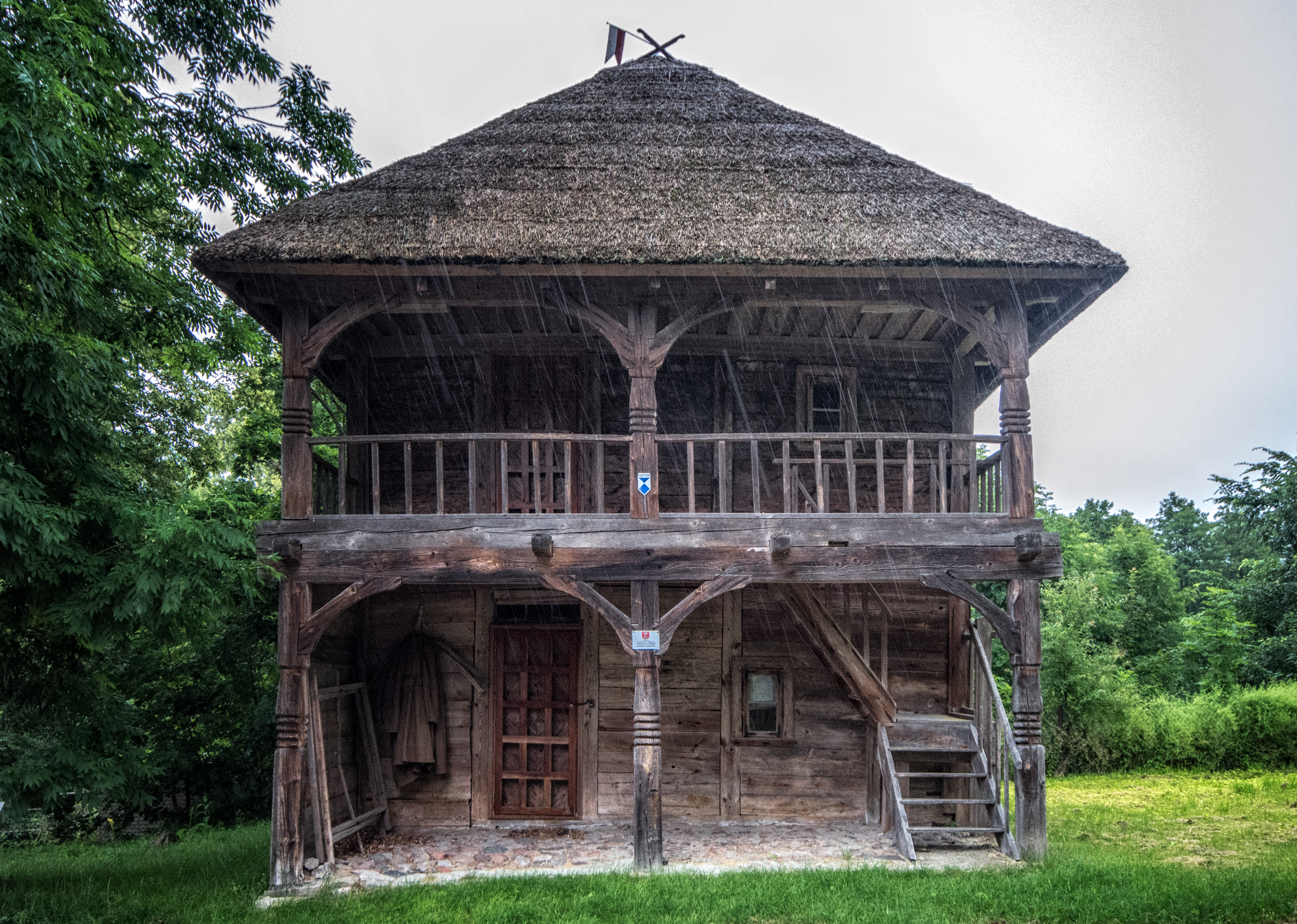
Lamus - front
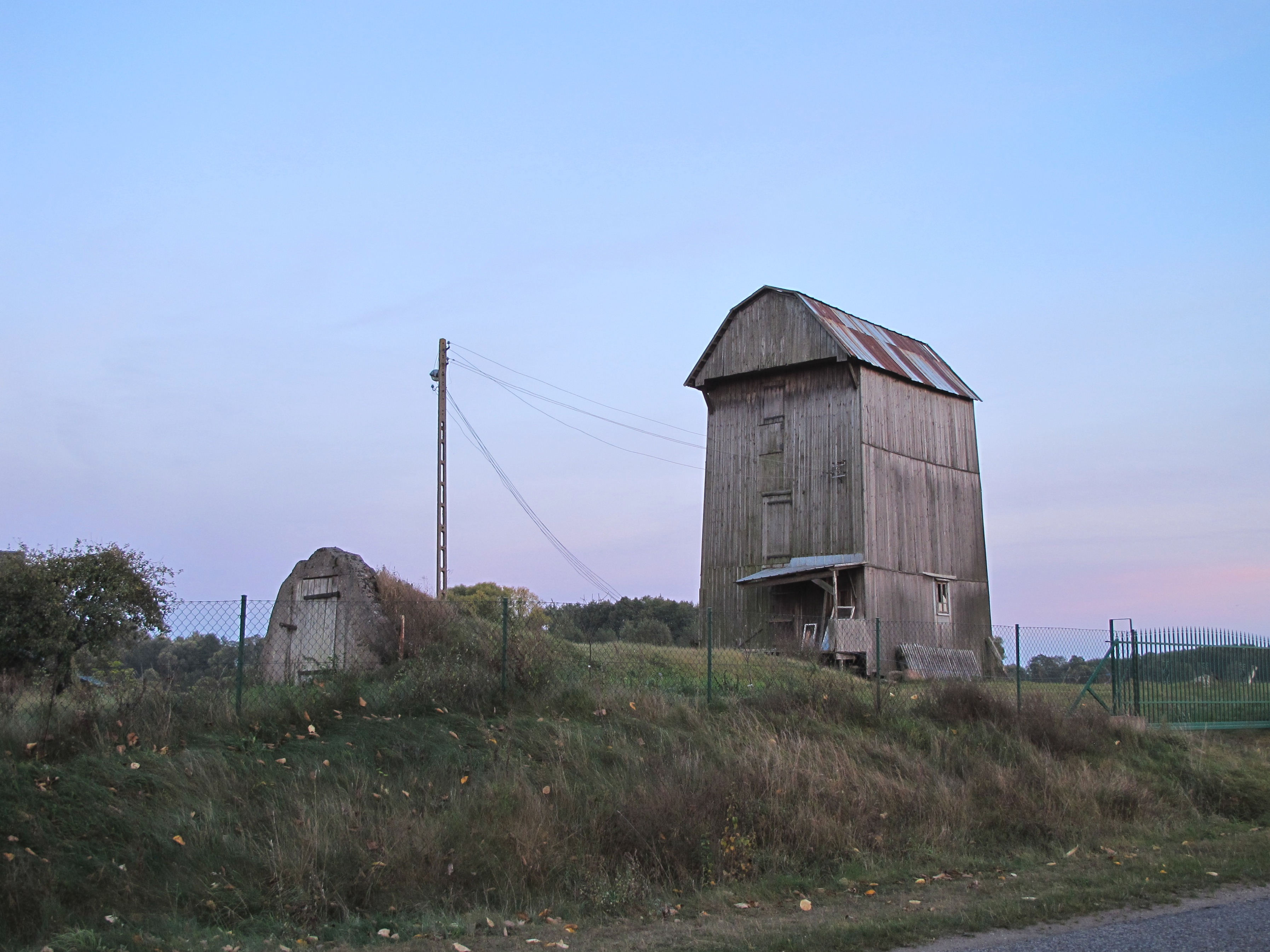
Zabytkowy wiatrak z 1924 roku